# Ktaoua
Ktaoua  (in arabo كتاوة‎?) è un centro abitato e comune rurale del Marocco situato nella provincia di Zagora, regione di Drâa-Tafilalet. Conta una popolazione di 8 921 abitanti (censimento 2014).